# 下毛郡
下毛郡（日语：／ Shimoge gun */?）是過去位于日本大分縣的一個郡；已於2005年2月28日因轄下所有町村被併入中津市而廢除。
過去的轄區相當於現在的中津市全部轄區。

## 歷史
過去屬於三毛郡，後以山國川為介，分割為上三毛郡和下三毛郡，也就是現在的上毛郡和下毛郡，也因此下毛郡地區與上毛郡地區（現在的福岡縣豐前市和築上郡東部）的文化及歷史具有一定的關係。

### 年表
- 1871年7月：實施廢藩置縣，隸屬中津縣。[1]
- 1871年11月：中津縣被併入小倉縣。
- 1876年4月：小倉縣改名為福岡縣。
- 1876年8月：改隸屬大分縣。
- 1889年4月1日：實施町村制，下毛郡下轄中津町及25個村。（1町25村）
- 1925年4月1日：大江村和豐田村被併入中津町。（1町23村）
- 1925年9月1日：城井村改名為耶馬溪村。
- 1926年2月11日：東城井村改名為東耶馬溪村。
- 1928年4月1日：柿山村改名為深耶馬溪村。
- 1929年4月1日：小楠村被併入中津町。（1町22村）
- 1929年4月20日：中津町改制為中津市。（22村）
- 1933年4月1日：櫻洲村和尾紀村合併為新昭村。（21村）
- 1940年11月3日：新昭村改制並改名為今津町。（1町20村）
- 1943年8月8日：鶴居村、大幡村、如水村被併入中津市。（1町17村）
- 1951年4月1日：（1町11村）
  - 三保村被併入中津市。
  - 東耶馬溪村和上津村合併為本耶馬溪村。
  - 津民村、山移村、下鄉村合併為中耶馬溪村。
  - 三鄉村、溝部村、槻木村合併為山國村
- 1953年4月1日：耶馬溪村被併入中耶馬溪村。（1町10村）
- 1953年9月1日：中耶馬溪村改名為耶馬溪村。
- 1954年3月31日：（1町5村）
  - 真坂村、深秣村、山口村合併為三和村，同日再改名為三光村。
  - 東谷村和西谷村被併入本耶馬溪村。
  - 深耶馬溪村被併入耶馬溪村。
- 1954年10月1日：和田村被併入中津市。（1町4村）
- 1955年2月1日：今津町被併入中津市。（4村）
- 1958年4月1日：山國村改制為山國町。（1町3村）
- 1959年1月1日：本耶馬溪村改制為本耶馬溪町。（2町2村）
- 1965年4月1日：耶馬溪村改制為耶馬溪町。（3町1村）
- 2005年3月1日：三光村、本耶馬溪町、耶馬溪町、山國町被併入中津市，下毛郡同時因無管轄町村而廢除。

### 變遷表
| 1889年以前 | 1889年4月1日 | 1889年－1926年                 | 1926年－1944年                 | 1926年－1944年                   | 1945年－1954年                   | 1945年－1954年                          | 1955年－1988年                          | 1988 - 現在             | 現在   |
| ---------- | ------------ | ------------------------------ | ------------------------------ | -------------------------------- | -------------------------------- | --------------------------------------- | --------------------------------------- | ----------------------- | ------ |
|            | 中津町       | 中津町                         | 中津町                         | 1929年4月20日 中津市             | 中津市                           | 中津市                                  | 中津市                                  | 中津市                  | 中津市 |
|            | 大江村       | 1925年4月1日 併入中津町        | 中津町                         | 1929年4月20日 中津市             | 中津市                           | 中津市                                  | 中津市                                  | 中津市                  | 中津市 |
|            | 豐田村       | 1925年4月1日 併入中津町        | 中津町                         | 1929年4月20日 中津市             | 中津市                           | 中津市                                  | 中津市                                  | 中津市                  | 中津市 |
|            | 小楠村       | 小楠村                         | 1929年4月1日 併入中津町        | 1929年4月20日 中津市             | 中津市                           | 中津市                                  | 中津市                                  | 中津市                  | 中津市 |
|            | 鶴居村       | 鶴居村                         | 鶴居村                         | 1943年8月8日 併入中津市          | 中津市                           | 中津市                                  | 中津市                                  | 中津市                  | 中津市 |
|            | 大幡村       |                                |                                | 1943年8月8日 併入中津市          | 中津市                           | 中津市                                  | 中津市                                  | 中津市                  | 中津市 |
|            | 如水村       |                                |                                | 1943年8月8日 併入中津市          | 中津市                           | 中津市                                  | 中津市                                  | 中津市                  | 中津市 |
|            | 三保村       | 三保村                         | 三保村                         | 三保村                           | 1951年4月1日 併入中津市          | 中津市                                  | 中津市                                  | 中津市                  | 中津市 |
|            | 和田村       | 和田村                         | 和田村                         | 和田村                           | 和田村                           | 1954年10月1日 併入中津市                | 中津市                                  | 中津市                  | 中津市 |
|            | 櫻洲村       | 櫻洲村                         | 1933年4月1日 新昭村            | 1940年11月3日 改制並改名為今津町 | 1940年11月3日 改制並改名為今津町 | 1940年11月3日 改制並改名為今津町        | 1955年2月1日 併入中津市                 | 中津市                  | 中津市 |
|            | 尾紀村       |                                | 1933年4月1日 新昭村            | 1940年11月3日 改制並改名為今津町 | 1940年11月3日 改制並改名為今津町 | 1940年11月3日 改制並改名為今津町        | 1955年2月1日 併入中津市                 | 中津市                  | 中津市 |
|            | 真坂村       | 真坂村                         | 真坂村                         | 真坂村                           | 真坂村                           | 1954年3月31日 三和村 同日再改名為三光村 | 1954年3月31日 三和村 同日再改名為三光村 | 2005年3月1日 併入中津市 | 中津市 |
|            | 深秣村       |                                |                                |                                  |                                  | 1954年3月31日 三和村 同日再改名為三光村 | 1954年3月31日 三和村 同日再改名為三光村 | 2005年3月1日 併入中津市 | 中津市 |
|            | 山口村       |                                |                                |                                  |                                  | 1954年3月31日 三和村 同日再改名為三光村 | 1954年3月31日 三和村 同日再改名為三光村 | 2005年3月1日 併入中津市 | 中津市 |
|            | 東城井村     | 1926年2月11日 改名為東耶馬溪村 | 1926年2月11日 改名為東耶馬溪村 | 1926年2月11日 改名為東耶馬溪村   | 1951年4月1日 本耶馬溪村          | 1951年4月1日 本耶馬溪村                 | 1959年1月1日 本耶馬溪町                 | 2005年3月1日 併入中津市 | 中津市 |
|            | 上津村       |                                |                                |                                  | 1951年4月1日 本耶馬溪村          | 1951年4月1日 本耶馬溪村                 | 1959年1月1日 本耶馬溪町                 | 2005年3月1日 併入中津市 | 中津市 |
|            | 東谷村       | 東谷村                         | 東谷村                         | 東谷村                           | 東谷村                           | 1954年3月31日 併入本耶馬溪村            | 1959年1月1日 本耶馬溪町                 | 2005年3月1日 併入中津市 | 中津市 |
|            | 西谷村       |                                |                                |                                  |                                  | 1954年3月31日 併入本耶馬溪村            | 1959年1月1日 本耶馬溪町                 | 2005年3月1日 併入中津市 | 中津市 |
|            | 津民村       | 津民村                         | 津民村                         | 津民村                           | 1951年4月1日 中耶馬溪村          | 1953年9月1日 改名為耶馬溪村             | 1965年4月1日 耶馬溪町                   | 2005年3月1日 併入中津市 | 中津市 |
|            | 山移村       |                                |                                |                                  | 1951年4月1日 中耶馬溪村          | 1953年9月1日 改名為耶馬溪村             | 1965年4月1日 耶馬溪町                   | 2005年3月1日 併入中津市 | 中津市 |
|            | 下鄉村       |                                |                                |                                  | 1951年4月1日 中耶馬溪村          | 1953年9月1日 改名為耶馬溪村             | 1965年4月1日 耶馬溪町                   | 2005年3月1日 併入中津市 | 中津市 |
|            | 城井村       | 1925年9月1日 改名為耶馬溪村    | 1925年9月1日 改名為耶馬溪村    | 1925年9月1日 改名為耶馬溪村      | 1953年4月1日 併入中耶馬溪村      | 1953年9月1日 改名為耶馬溪村             | 1965年4月1日 耶馬溪町                   | 2005年3月1日 併入中津市 | 中津市 |
|            | 柿山村       | 柿山村                         | 1928年4月1日 改名為深耶馬溪村  | 1928年4月1日 改名為深耶馬溪村    | 1928年4月1日 改名為深耶馬溪村    | 1954年3月31日 併入耶馬溪村              | 1965年4月1日 耶馬溪町                   | 2005年3月1日 併入中津市 | 中津市 |
|            | 三鄉村       | 三鄉村                         | 三鄉村                         | 三鄉村                           | 1951年4月1日 山國村              | 1951年4月1日 山國村                     | 1958年4月1日 山國町                     | 2005年3月1日 併入中津市 | 中津市 |
|            | 溝部村       |                                |                                |                                  | 1951年4月1日 山國村              | 1951年4月1日 山國村                     | 1958年4月1日 山國町                     | 2005年3月1日 併入中津市 | 中津市 |
|            | 槻木村       |                                |                                |                                  | 1951年4月1日 山國村              | 1951年4月1日 山國村                     | 1958年4月1日 山國町                     | 2005年3月1日 併入中津市 | 中津市 |